# Shackleton Energy Company

Logotipo da Shackleton Energy Company.

Shackleton Energy Company é uma empresa estadunidense que foi formada no ano de 2007 em Del Valle, Texas, com o objetivo de preparar os equipamentos e as tecnologias necessárias para a mineração da Lua. Não houve atualizações públicas sobre o seu progresso desde então. A Shackleton Energy era uma subsidiária da Piedra-Sombra Corporation até março de 2011, quando foi incorporada como um C-corporação independente no Estado do Texas.